# 陽明黃帝神宮
陽明黃帝神宮位於台灣台北市豐年路，為主祀黃帝之軒轅教廟宇。該建物興建於1981年，今為位於台北北投區之仿古廟宇建築。另外，該廟宇的組織型態為管理人制，祭典日期則是每年農曆之三月初三。